# Amerikai Szamoa az 1988. évi nyári olimpiai játékokon
Amerikai Szamoa a dél-koreai Szöulban megrendezett 1988. évi nyári olimpiai játékok egyik részt vevő nemzete volt. Az országot az olimpián 4 sportágban 6 sportoló képviselte, akik érmet nem szereztek. Amerikai Szamoa első alkalommal vett részt az olimpiai játékokon.

## Atlétika
Férfi
| Versenyző    | Versenyszám | Eredmény | Helyezés |
| ------------ | ----------- | -------- | -------- |
| Gary Fanelli | Maraton     | 2:25:35  | 51.      |

## Birkózás
Szabadfogású
| Versenyző     | Versenyszám | Vigaszágas kiesés                                                           | Vigaszágas kiesés | Helyosztók        | Helyosztók        | Bronz- mérkőzés   | Döntő             | Helyezés    |
| Versenyző     | Versenyszám | Vigaszágas kiesés                                                           | Vigaszágas kiesés | 7. helyért        | 5. helyért        | Bronz- mérkőzés   | Döntő             | Helyezés    |
| Versenyző     | Versenyszám | Ellenfél Eredmény                                                           | Hely.             | Ellenfél Eredmény | Ellenfél Eredmény | Ellenfél Eredmény | Ellenfél Eredmény | Helyezés    |
| ------------- | ----------- | --------------------------------------------------------------------------- | ----------------- | ----------------- | ----------------- | ----------------- | ----------------- | ----------- |
| Alesana Sione | 100 kg      | B csoport · Babacar Sar (MTN) · kétvállas · Robotka István (HUN) · kizárták | 9.                | kiesett           | kiesett           | kiesett           | kiesett           | helyezetlen |

## Ökölvívás
| Versenyző      | Versenyszám  | Selejtező              | 32-es főtábla              | Nyolcaddöntő               | Negyeddöntő       | Elődöntő          | Döntő             | Helyezés |
| Versenyző      | Versenyszám  | Ellenfél Eredmény      | Ellenfél Eredmény          | Ellenfél Eredmény          | Ellenfél Eredmény | Ellenfél Eredmény | Ellenfél Eredmény | Helyezés |
| -------------- | ------------ | ---------------------- | -------------------------- | -------------------------- | ----------------- | ----------------- | ----------------- | -------- |
| Maselino Masoe | Váltósúly    | Pedro Fria (DOM) · RSC | Fidèle Mohinga (CAF) · RSC | Kenny Gould (USA) · 0:5    | kiesett           | kiesett           | kiesett           | 9.       |
| Mika Masoe     | Félnehézsúly |                        | erőnyerő                   | Andrew Maynard (USA) · RSC | kiesett           | kiesett           | kiesett           | 9.       |

RSC – a mérkőzésvezető megállította a mérkőzést

## Súlyemelés
| Versenyző     | Versenyszám | Szakítás | Szakítás | Lökés    | Lökés    | Összesen | Helyezés |
| Versenyző     | Versenyszám | Eredmény | Helyezés | Eredmény | Helyezés | Összesen | Helyezés |
| ------------- | ----------- | -------- | -------- | -------- | -------- | -------- | -------- |
| Lopesi Faagu  | 82,5 kg     | 90,0     | 20.      | 130,0    | 17.      | 220,0    | 18.      |
| Tauama Timoti | 110 kg      | 120,0    | 18.      | 140,0    | 16.      | 260,0    | 16.      |